# San Pedro River
San Pedro River er en flod i delstaten Arizona, USA, og i det nordlige Mexico.
San Pedro floden er som regel tør, udspringer i delstaten Sonora i Mexico, og baner sig vej mod nord igennem Arizona næsten 240 km inden den løber sammen med Gila River tæt ved minesamfundet Winkelman.
San Pedro floden vidner om menneskets tilstedeværelse siden mammuttiden, de spanske erobrere, det voldelige sammenstød mellem apacherne og den hvide kultur, diligencevejen for Butterfield Overland Stage Line (Butterfield diligencelinjen) og den første jernbane, som krydsede det sydlige USA.
Tidligere, mens der var mere vand i floden, fandtes her mange bævere – faktisk så mange, at de tidlige pelsjægere kaldte floden for "Beaver River" ("bæverfloden").